# NYSE Arca Gold BUGS Index
| NYSE Arca Gold BUGS Index | NYSE Arca Gold BUGS Index |
| Stammdaten                | Stammdaten                |
| ------------------------- | ------------------------- |
| Staat                     | Welt                      |
| Börse                     | NYSE Euronext             |
| ISIN                      | XC0009699965              |
| WKN                       | 969996                    |
| Symbol                    | GBX                       |
| RIC                       | ^HUI                      |
| Bloomberg-Code            | HUI <INDEX>               |
| Kategorie                 | Aktienindex               |
| Typ                       | Kursindex                 |
| Familie                   | Single-Index              |

Der NYSE Arca Gold BUGS Index (auch HUI genannt, früher AMEX Gold BUGS Index) ist ein in US-Dollar gehandelter Aktienindex von internationalen Goldproduzenten und hauptsächlich Gold fördernden Bergbauunternehmen. BUGS ist die Abkürzung für Basket of Unhedged Gold Stocks (Aktienkorb von Goldunternehmen, die sich nicht mit Vorwärtsverkäufen abgesichert haben).

## Berechnung
Der NYSE Arca Gold BUGS Index (HUI) umfasst die Aktien von internationalen Goldproduzenten, die ihre Goldproduktion nicht oder nur in geringem Umfang an den Terminbörsen handeln oder verkaufen. Diese Minengesellschaften sind deshalb sehr stark von der aktuellen Entwicklung des Goldpreises abhängig. BUGS ist das Kürzel für Basket of Unhedged Gold Stocks (Aktienkorb von Goldunternehmen, die sich nicht mit Vorwärtsverkäufen abgesichert haben). Der HUI-Index wurde aufgelegt, um eine Absicherung gegenüber kurzfristigen Goldpreisbewegungen zu schaffen, indem Gesellschaften eingeschlossen werden, die ihre Goldproduktion auf nicht mehr als 1,5 Jahre vor- beziehungsweise leerverkaufen.
Der in US-Dollar berechnete HUI ist ein Kursindex, Dividenden fließen nicht in die Berechnung ein. Der Indexstand wird ausschließlich auf Grund der Aktienkurse ermittelt und nur um Erträge aus Bezugsrechten und Sonderzahlungen bereinigt. Die Gewichtung erfolgt nach der Marktkapitalisierung. Kapitalmaßnahmen wie Aktiensplits haben keinen (verzerrenden) Einfluss auf den Index. Aktualisierungen werden immer quartalsweise nach dem Handelsschluss des dritten Freitags im März, Juni, September und Dezember vorgenommen, so dass jede Aktienkomponente ihre zugewiesene Gewichtung im Index repräsentiert. Der HUI bildet die Wertentwicklung von an der New York Stock Exchange, NYSE Amex oder NASDAQ gelisteten Goldaktien ab.
Einige Exchange Traded Funds (ETF) bilden den HUI nach.
Neben dem Kursindex HUI werden auch die Performanceindizes HUITR und HUINTR berechnet.
Ein weiterer bedeutender Index von internationalen Goldproduzenten ist der Philadelphia Gold and Silver Index (XAU). Der XAU repräsentiert ein Portfolio von gehedgten und ungehedgten Bergbauunternehmen, deren Förderung sowohl ohne als auch mit Vorwärtsverkäufen abgesichert wird. Dies ist ein wesentlicher Unterschied zum NYSE Arca Gold BUGS Index (HUI), welcher ausschließlich Aktien von Goldproduzenten beinhaltet, die keine Vorwärtsverkäufe tätigen.

## Geschichte

### Historischer Überblick
Der AMEX Gold BUGS Index (HUI) wurde am 15. März 1996 bei einem Basiswert von 200,00 Punkten aufgelegt. Am 14. November 2000 beendete der Index den Handel auf einem Allzeittief von 35,99 Punkten. Seit März 1996 beträgt der Verlust 82,0 Prozent. Es ist der größte Sturz in der Geschichte des Aktienindex.
Seit 2001 steigt der Goldpreis und damit der AMEX Gold BUGS Index kontinuierlich. Dieser Anstieg hat eine eindeutige Korrelation mit dem Wachstum der US-Staatsverschuldung und der Schwächung des Dollars gegenüber den Weltwährungen. Am 9. September 2003 schloss der Index erstmals seit 1996 über der Grenze von 200 Punkten. In den folgenden fünf Jahren erzielte der HUI zahlreiche Rekordstände.
Am 4. Januar 2006 schloss er erstmals über der 300-Punkte-Marke und am 20. September 2007 zum ersten Mal über der Grenze von 400 Punkten. Am 3. März 2008 wurde auch erstmals die Marke von 500 Punkten überwunden. Eine Woche später, am 14. März 2008, beendete der HUI den Handel auf einem Rekordstand von 514,89 Punkten. Seit dem Tief von November 2000 beträgt der Gewinn 1.330,6 Prozent.
Am 17. Januar 2008 kündigte die NYSE Euronext die Übernahme der American Stock Exchange (AMEX) an. Am 1. Oktober 2008 war der Kauf abgeschlossen und die AMEX wurde in NYSE Alternext U.S. umbenannt. Fünf Monate später, am 6. März 2009, bekam die Börse den Namen NYSE Amex. Um diese Änderung widerzuspiegeln, wurde der AMEX Gold BUGS Index in NYSE Arca Gold BUGS Index umbenannt.
Im Verlauf der internationalen Finanzkrise, die 2007 in der US-Immobilienkrise ihren Ursprung hatte, begann der Index zu sinken. Am 22. Oktober 2008 beendete der HUI den Handel mit 168,36 Punkten unter der 200-Punkte-Marke und am 27. Oktober 2008 schloss er auf einem Tiefststand von 151,57 Punkten. Der Verlust seit März 2008 liegt bei 70,6 Prozent. Viele Hedgefonds und andere Investoren mussten Aktien verkaufen oder Positionen auflösen, um angesichts der Kreditkrise liquide bleiben zu können.
Der 27. Oktober 2008 markiert den Wendepunkt der Talfahrt. Ab dem Herbst 2008 war der HUI wieder auf dem Weg nach oben. Am 8. April 2011 beendete der Index mit 606,24 Punkten erstmals den Handel über der 600-Punkte-Marke. Am 8. September 2011 markierte der HUI mit einem Schlussstand von 635,04 Punkten ein Allzeithoch. Seit Oktober 2008 beträgt der Zuwachs 317,8 Prozent. Seit Anfang Januar 2001 stieg der NYSE Arca Gold BUGS Index (HUI) mehr als viermal so stark wie der Philadelphia Gold and Silver Index (XAU). Dies ist unter anderem darauf zurückzuführen, dass der Goldpreis seit 2001 kontinuierlich gestiegen ist, so dass solche Goldproduzenten, die keine Vorwärtsverkäufe durchführen, erheblich stärker profitiert haben als Goldproduzenten, die ihr Gold vorwärtsverkauft haben. Von Ende 1996 bis Ende 2000 verlor der XAU allerdings weniger als der HUI, da die Vorwärtsverkäufe von Gold in Zeiten fallender Goldpreise den Minengesellschaften bessere Ergebnisse brachten.
Am 15. Mai 2012 beendete der HUI den Handel bei 375,77 Punkten. Der Verlust seit dem Allzeithoch am 8. September 2011 liegt bei 40,8 Prozent. Am 19. September 2012 schloss der NYSE Arca Gold BUGS Index bei 525,84 Punkten und damit um 39,9 Prozent höher als vier Monate zuvor.
Mit dem Rückgang des Goldpreises im Jahr 2013 sank auch der HUI bis zum Jahresende um mehr als 50 Prozent auf 197,70.

### Höchststände
Die Übersicht zeigt die Allzeithöchststände des NYSE Arca Gold BUGS Index.
|                      | Punkte | Datum                         |
| -------------------- | ------ | ----------------------------- |
| im Handelsverlauf    | 638,59 | Freitag, 9. September 2011    |
| auf Schlusskursbasis | 635,04 | Donnerstag, 8. September 2011 |

### Meilensteine
Die Tabelle zeigt die Meilensteine des NYSE Arca Gold BUGS Index seit 1996.
| Erster Schlussstand über | Schlussstand in Punkten | Datum              |
| ------------------------ | ----------------------- | ------------------ |
| 200                      | 200,00                  | 15. März 1996      |
| 250                      | 255,59                  | 1. Dezember 2003   |
| 300                      | 303,62                  | 4. Januar 2006     |
| 350                      | 354,58                  | 6. April 2006      |
| 400                      | 400,94                  | 20. September 2007 |
| 450                      | 455,93                  | 6. November 2007   |
| 500                      | 501,65                  | 3. März 2008       |
| 550                      | 567,91                  | 8. November 2010   |
| 600                      | 606,24                  | 8. April 2011      |

### Jährliche Entwicklung
Die Tabelle zeigt die jährliche Entwicklung des NYSE Arca Gold BUGS Index seit 1996.
| Jahr | Schlussstand in Punkten | Veränderung in Punkten | Veränderung in % |
| ---- | ----------------------- | ---------------------- | ---------------- |
| 1996 | 162,70                  |                        |                  |
| 1997 | 96,21                   | −66,49                 | −40,87           |
| 1998 | 67,66                   | −28,55                 | −29,67           |
| 1999 | 74,03                   | 6,37                   | 9,41             |
| 2000 | 40,97                   | −33,06                 | −44,66           |
| 2001 | 65,20                   | 24,23                  | 59,14            |
| 2002 | 145,12                  | 79,92                  | 122,58           |
| 2003 | 242,93                  | 97,81                  | 67,40            |
| 2004 | 215,33                  | −27,60                 | −11,36           |
| 2005 | 276,90                  | 61,57                  | 28,59            |
| 2006 | 338,24                  | 61,34                  | 22,15            |
| 2007 | 409,37                  | 71,13                  | 21,03            |
| 2008 | 302,41                  | −106,96                | −26,13           |
| 2009 | 428,15                  | 125,74                 | 41,58            |
| 2010 | 568,16                  | 140,01                 | 32,70            |
| 2011 | 498,73                  | −69,43                 | −12,22           |
| 2012 | 444,22                  | −54,51                 | −10,93           |
| 2013 | 197,70                  | −246,52                | −55,50           |
| 2014 | 164,03                  | −33,67                 | −17,03           |
| 2015 | 111,18                  | −52,85                 | −32,22           |
| 2016 | 182,31                  | 71,13                  | 63,98            |
| 2017 | 192,13                  | 9,82                   | 5,39             |
| 2018 | 160,58                  | −31,55                 | −16,42           |

## Zusammensetzung
Der NYSE Arca Gold BUGS Index setzt sich aus folgenden Unternehmen zusammen (Stand 19. Juni 2015):
| Rang   | Name               | Hauptsitz          | Gewichtung |
| ------ | ------------------ | ------------------ | ---------- |
| 1      | Barrick Gold       | Kanada             | 16,86 %    |
| 2      | Goldcorp           | Kanada             | 14,00 %    |
| 3      | Newmont Mining     | Vereinigte Staaten | 11,67 %    |
| 4      | Aurico Gold        | Kanada             | 5,27 %     |
| 5      | Agnico-Eagle Mines | Kanada             | 5,22 %     |
| 6      | Alamos Gold        | Kanada             | 4,89 %     |
| 7      | Randgold Resources | Jersey             | 4,89 %     |
| 8      | Buenaventura       | Peru               | 4,82 %     |
| 9      | Anglogold Ashanti  | Südafrika          | 4,72 %     |
| 10     | Kinross Gold       | Kanada             | 4,70 %     |
| 11     | Yamana Gold        | Kanada             | 4,10 %     |
| 12     | Eldorado Gold      | Kanada             | 4,03 %     |
| 13     | New Gold           | Kanada             | 3,91 %     |
| 14     | Harmony Gold       | Südafrika          | 3,79 %     |
| 15     | Gold Fields        | Südafrika          | 3,62 %     |
| 16     | Sibanye Gold       | Südafrika          | 3,51 %     |
| Gesamt | Gesamt             | Gesamt             | 100,00 %   |